# Адміністративний устрій Глибоцького району
Адміністративний устрій Глибоцького району — адміністративно-територіальний поділ Глибоцького району Чернівецької області на 1 селищну та 5 сільських громад та 11 сільських рад, які об'єднують 34 населені пункти та підпорядковані Глибоцькій районній раді. Адміністративний центр — смт Глибока.

## Список громадГлибоцького району
- Волоківська
- Глибоцька
- Карапчівська
- Сучевенська
- Тереблеченська
- Чагорська

## Список радГлибоцького району
| №  | Назва                          | Центр               | Населені пункти                     | Площа км² | Населення (2001), чол. |
| -- | ------------------------------ | ------------------- | ----------------------------------- | --------- | ---------------------- |
| 1  | Багринівська сільська рада     | c. Багринівка       | c. Багринівка                       |           |                        |
| 2  | Димківська сільська рада       | c. Димка            | c. Димка                            |           |                        |
| 3  | Кам'янська сільська рада       | c. Кам'янка         | c. Кам'янка                         |           |                        |
| 4  | Коровійська сільська рада      | c. Коровія          | c. Коровія                          |           |                        |
| 5  | Корчовецька сільська рада      | c. Корчівці         | c. Корчівці                         |           |                        |
| 6  | Опришенська сільська рада      | c. Опришени         | c. Опришени c. Слобідка             |           |                        |
| 7  | Становецька сільська рада      | c. Станівці         | c. Станівці                         |           |                        |
| 8  | Старововчинецька сільська рада | c. Старий Вовчинець | c. Старий Вовчинець c. Біла Криниця |           |                        |
| 9  | Стерченська сільська рада      | c. Стерче           | c. Стерче                           |           |                        |
| 10 | Тарашанська сільська рада      | c. Тарашани         | с. Тарашани c. Привороки            |           |                        |
| 11 | Турятська сільська рада        | c. Турятка          | с. Турятка c. Поляна                |           |                        |

* Примітки: м. — місто, с-ще — селище, смт — селище міського типу, с. — село